# Prima Divisione Umbria 1950-1951
La Prima Divisione fu il massimo campionato regionale di calcio disputato in Umbria nella stagione 1950-1951.

## Squadre partecipanti
| Squadra                          | Città (provincia) | Stagione precedente             |
| -------------------------------- | ----------------- | ------------------------------- |
| Dop. Ferrovieri Foligno          | Foligno (PG)      |                                 |
| A.S. Foligno                     | Foligno (PG)      | 4° in Prima Divisione Umbria    |
| S.E.F. F.lli Canonichetti Assisi | Assisi (PG)       | 5° in Prima Divisione Umbria    |
| G.C.G. Grifo Perugia             | Perugia           |                                 |
| Lavoratori Bosco                 | Terni             |                                 |
| Libertas                         | Terni             |                                 |
| U.P. Narnese                     | Narni (TR)        | 8° in Prima Divisione Umbria    |
| U.S. Orvietana                   | Orvieto (TR)      | 3° in Prima Divisione Umbria    |
| S.S. Valerio Bacigalupo          | Terni             |                                 |
| Virtus Spoleto                   | Spoleto (PG)      | 16° in Promozione/L, retrocessa |

## Classifica
|  | Pos. | Squadra                   | Pt | G  | V | N | P | GF | GS | DR |
|  | ---- | ------------------------- | -- | -- | - | - | - | -- | -- | -- |
|  | 1.   | Foligno                   | 28 | 18 |   |   |   |    |    |    |
|  | 2.   | Orvietana                 | 24 | 18 |   |   |   |    |    |    |
|  | 3.   | G.C.G. Grifo Perugia      | 24 | 18 |   |   |   |    |    |    |
|  | 4.   | F.lli Canonichetti Assisi | 22 | 18 |   |   |   |    |    |    |
|  | 5.   | Valerio Bacigalupo        | 21 | 18 |   |   |   |    |    |    |
|  | 6.   | Narnese                   | 19 | 18 | 9 | 1 | 8 | 26 | 31 | -5 |
|  | 7.   | Lavoratori Bosco          | 13 | 18 |   |   |   |    |    |    |
|  | 8.   | Virtus Spoleto            | 10 | 18 |   |   |   |    |    |    |
|  | 8.   | Libertas                  | 10 | 18 |   |   |   |    |    |    |
|  | 10.  | Ferrovieri Foligno        | 9  | 18 |   |   |   |    |    |    |

Legenda:

      Promossa in  Promozione 1951-1952.
      Retrocessa in Seconda Divisione Umbria 1951-52.
Regolamento:

Due punti a vittoria, uno a pareggio, zero a sconfitta.
In caso di pari punti per le squadre fuori dalla zona promozione e retrocessione era in vigore il pari merito.